# Moroges
Moroges település Franciaországban, Saône-et-Loire megyében. Lakosainak száma 595 fő (2022. január 1.). Moroges Jambles, Bissey-sous-Cruchaud, Rosey, Saint-Désert és Sainte-Hélène községekkel határos.

## Népesség
A település népességének változása:
| Lakosok száma | 572  | 577  | 590  | 569  | 574  | 579  | 584  | 586  | 595  |
|               | 2013 | 2015 | 2016 | 2017 | 2018 | 2019 | 2020 | 2021 | 2022 |